# Johan Olof Lagberg
Johan Olof Lagberg, född 19 november 1789 i Hammars socken, Närke, död 14 augusti 1856 i Skönberga socken, Östergötland, var en svensk läkare.

## Biografi
Lagberg var son till klockaren Anders Lagberg och Katarina Andersdotter. Efter medicinska studier, dels i Uppsala och dels i Lund, avlade Lagberg i Lund medicine licentiatexamen 1821 och blev 1822 förordnad till docent i teoretisk medicin vid Lunds universitet. År 1823 utnämndes han till intendent vid Sankt Ragnhilds hälsobrunn vid Söderköpings brunn och var från 1827 även stadsläkare i nämnda stad. Sin ryktbarhet vann han dock först på äldre dagar, sedan han 1841 inhämtat noggrann kännedom om Gräfenbergska vattenkurmetoden, som han, återkommen till Sverige, införde vid Söderköpings hälsobrunn, som den förste i Sverige.

## Skrifter
Johan Olof Lagberg har utgett en rad skrifter i medicinska ämnen, mest känd är hans tidskrift: Hälsovännen, en folkskrift om vattnet och andan, såsom människans bästa läkemedel, som hann utkomma i tretton nummer under hans livstid, det fjortonde utkom efter hans död.